# Martin Ryckaert

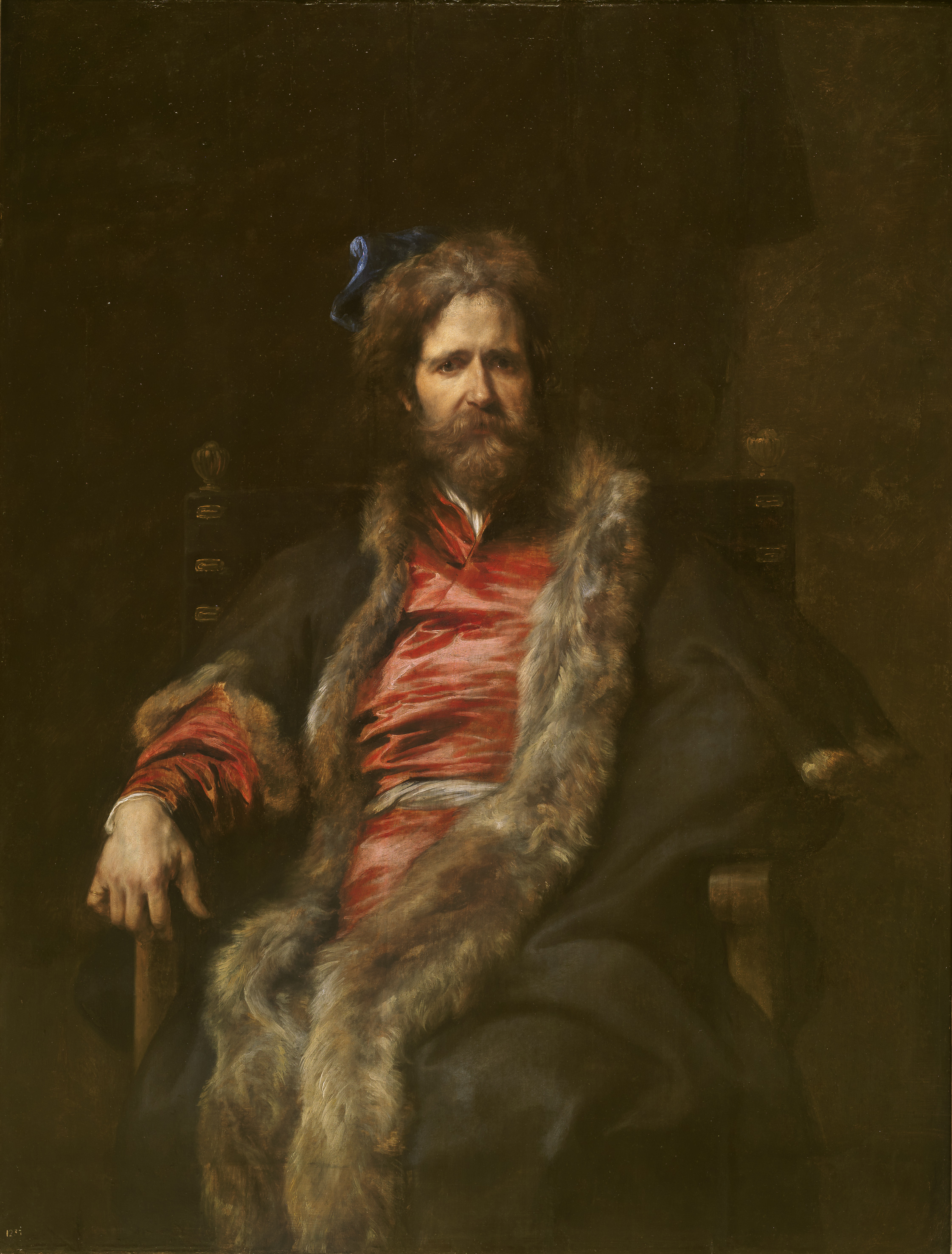
Anton van Dyck: El pintor Martin Ryckaert, óleo sobre tabla, 148 x 113 cm, Madrid, Museo del Prado.

Martin Ryckaert o Marten Rijckaert (Amberes, 1587-1631) fue un pintor barroco flamenco, especializado en la pintura de paisajes.
Bautizado el 8 de diciembre de 1587, en 1607 se inscribió en el gremio de pintores de Amberes donde se le documenta ininterrumpidamente entre 1611 y 1631. Es posible una estancia en Italia no documentada entre 1607 y 1611, dado que algunos de sus paisajes revelan rasgos italianizantes que lo acercan a la pintura de Paul Bril, en tanto la concepción panorámica de sus composiciones es enteramente deudora de Jan Brueghel el Viejo en obras como el Paisaje con la huida a Egipto de colección particular, basado en un original perdido de Brueghel, y el color parece tomado de Joos de Momper.
Un célebre retrato de Anton van Dyck, conservado en el Museo del Prado, lo presenta sentado, con bata roja y pelliza, haciendo ostentación de la falta del brazo izquierdo, como indicaba el registro del gremio de pintores de Amberes, donde en 1611 aparecía inscrito como el «pintor con un brazo». 